# Ancylocoelus
Ancylocoelus — вимерлий рід ссавців, що належить до ряду Notoungulata. Він жив під час пізнього олігоцену Аргентини в Південній Америці.

## Опис
Цей рід відомий лише за останками черепа, але порівняння з деякими його більш відомими родичами, такими як Leontinia, показує, що це була тварина великої форми, віддалено схожа на безрогого, меншого та стрункого носорога. Череп був коротким і високим, з низькими коронками (брахідонтними) премолярами і молярами. Ancylocoelus був приблизно 170 сантиметрів у довжину і 70 сантиметрів у висоту в холці. Порівняно з іншими, більш базальними формами, у Ancylocoelus були відсутні верхні та нижні ікла, а також перший нижній премоляр.

## Класифікація
Ancylocoelus був вперше описаний у 1894 році Флорентіно Амегіно на основі викопних останків, знайдених в Аргентині. Типовим видом є Ancylocoelus frequens. Через кілька років Амегіно описав ще два види, A. lentus і A. minor. Ancylocoelus був членом родини Leontiniidae, групи Notoungulates з важкими формами, типовими для південноамериканського олігоцену. Рід тісно пов'язаний з Leontina та Scarrittia